# Раковка (Смоленская область)
Раковка — деревня в Рославльском районе Смоленской области России. Входит в состав Епишевского сельского поселения. Население — 16 жителей (2007 год). 
Расположена в южной части области в 28 км к юго-востоку от Рославля, в 4 км южнее автодороги А141 Орёл — Витебск, на берегу реки Вороница. В 7 км северо-восточнее деревни расположена железнодорожная станция Узкое на линии Рославль — Брянск. 

## История
В годы Великой Отечественной войны деревня была оккупирована гитлеровскими войсками в августе 1941 года, освобождена в сентябре 1943 года.